# Calathusa dispila
Calathusa dispila är en fjärilsart som beskrevs av Turner 1902. Calathusa dispila ingår i släktet Calathusa och familjen trågspinnare. Inga underarter finns listade i Catalogue of Life.